# Àngel Baixeras i Roig
Àngel Josep Baixeras i Roig (Barcelona, 6 d'abril 1834 - ibídem, 6 de novembre de 1892) va ser un arquitecte i urbanista català.

## Trajectòria

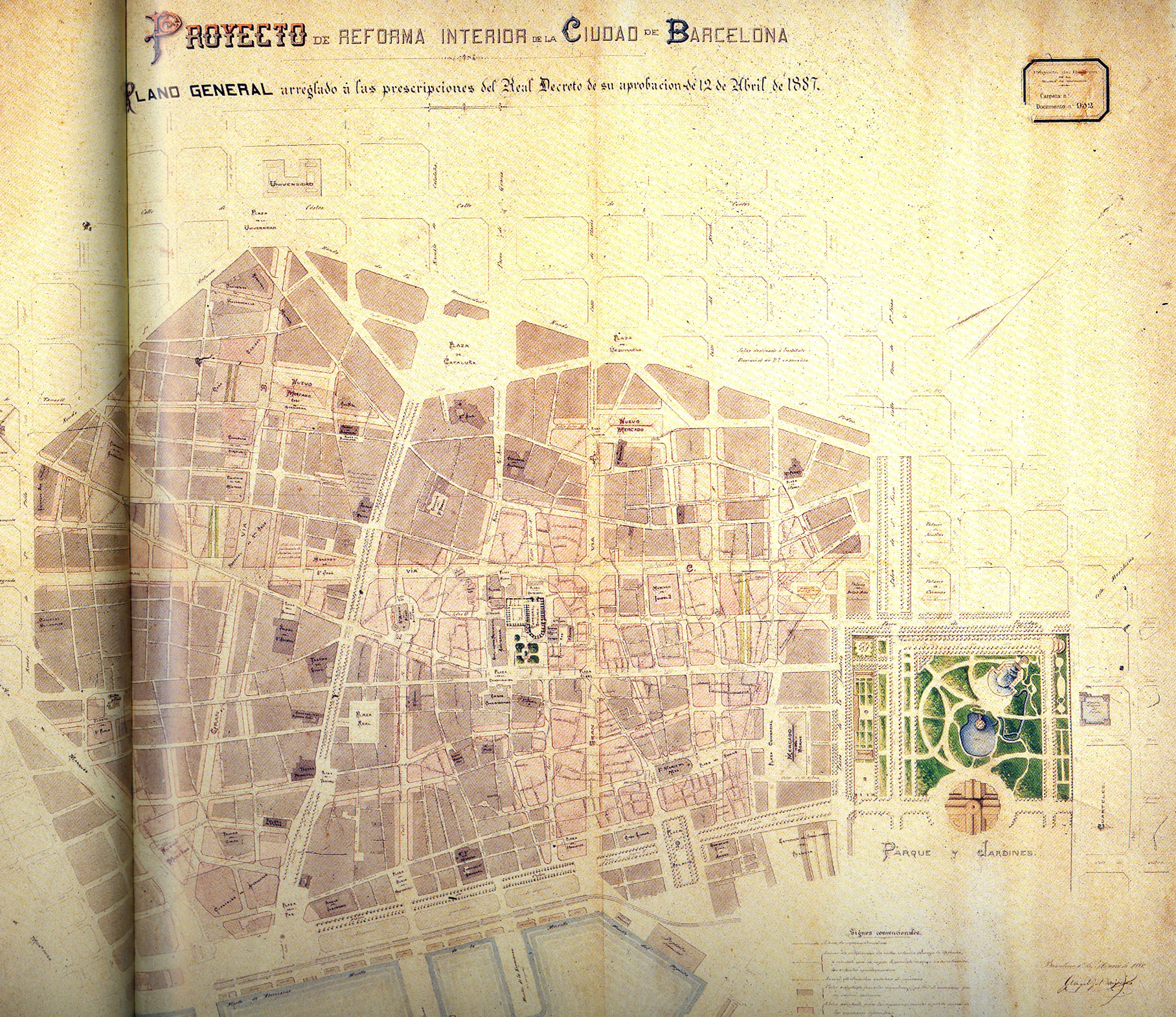
Pla de reforma interior de Barcelona (1878).

És conegut principalment per l'elaboració d'un projecte urbanístic de reforma de la part antiga de Barcelona, el Pla de reforma interior de Barcelona (1878). La Ciutat Comtal vivia a la fi del segle xix l'expansió del seu territori projectada en el pla d'Eixample elaborat per Ildefons Cerdà el 1859. Aquest pla preveia l'obertura de tres grans avingudes en el nucli antic de la ciutat: dos que connectarien l'Eixample amb la costa (Muntaner i Pau Claris-Via Laietana) i una altra en sentit perpendicular (avinguda de la Catedral).
No obstant això, el Pla Cerdà es va desenvolupar principalment fora de les muralles de la ciutat, a causa de l'especulació immobiliària, deixant de costat les millores necessàries per al condicionament de la part vella de la ciutat. Es va plantejar llavors la necessitat d'un projecte de «reformes interiors», amb l'objectiu de modernitzar el nucli antic. Així, el 1878 Baixeras va presentar un projecte de remodelació profunda de la part antiga de la ciutat, que recollia el projecte de Cerdà d'obertura de tres grans vies —denominades inicialment A, B i C—, al costat d'altres intervencions menors.
El projecte no es va aprovar fins al 1895, mort ja Baixeras. Es va encarregar llavors de la iniciativa l'Ajuntament de Barcelona, que va comprar els drets d'autor al germà de Baixeras per 950 000 pessetes. El projecte tenia un pressupost de 177 959 907 pessetes, i va suposar l'expropiació de 1990 cases. Després d'un acord entre l'Ajuntament i el Banco Hispanocolonial per al finançament del projecte (1907), les obres van començar el 1908, encara que el projecte original solament es va realitzar parcialment, ja que solament es va construir la via A, rebatejada com Via Laietana. Es va dissenyar una avinguda d'aspecte uniforme, per la qual cosa la majoria d'edificis són d'aspecte noucentista, amb certa influència de l'Escola de Chicago.
Les crítiques a les obres d'obertura d'aquesta via, que van comportar nombrosos enderrocaments de cases, van paralitzar la construcció dels altres dos vials prevists per Baixeras, encara que amb posterioritat es van fer algunes intervencions puntuals en aquests llocs, sobre la base dels projectes d'Antoni Darder (1918), Joaquim Vilaseca (1932) i Soteras-Bordoy (1956). La via B es va construir parcialment i en diversos sectors: l'avinguda de les Drassanes, entre la plaça del Portal de la Pau i el carrer Nou de la Rambla; i la rambla del Raval, que connecta amb l'anterior amb el carrer de Sant Oleguer, i arriba fins al carrer de l'Hospital, des del qual el pla preveia enllaçar amb el carrer de Muntaner, tram que no s'ha realitzat. Per altra banda, la via C es va construir entre les places Nova i d'Antonio Maura, aprofitant els espais deixats per la destrucció de diverses cases en uns bombardejos durant la Guerra Civil, i va ser rebatejada com a avinguda de la Catedral el 1942.
En el seu testament, Baixeras va donar 500 000 pessetes per a la construcció d'un col·legi, la qual cosa va permetre la construcció d'un centre escolar que porta el seu nom (1920), situat a la Via Laietana que ell va projectar.